# 馬塞爾福克鎮區 (密蘇里州沙里頓縣)
馬塞爾福克鎮區（英語：Musselfork Township）是位於美國密蘇里州沙里頓縣的一個行政鎮區。

## 地方資料
馬塞爾福克鎮區的面積為97.45平方千米，當中陸地面積為95.55平方千米，而水域面積為1.90平方千米。根據2020年美國人口普查的數據，當地共有人口379人，而人口密度為每平方千米3.89人。